# Lista de cidades do Wisconsin

Localização do Wisconsin nos Estados Unidos.

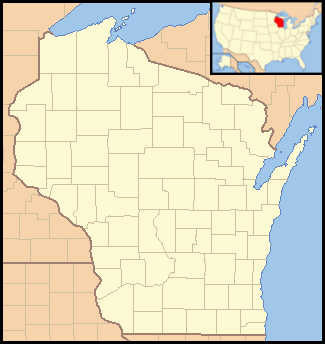
Wisconsin: divisão pelos seus 72 condados.

O Wisconsin é um estado localizado no centro-oeste dos Estados Unidos. A partir de 1 de abril de 2010, havia 190 cidades em Wisconsin. De acordo com o Censo de 2010 dos Estados Unidos, o Wisconsin com sua população de 5.686.986 habitantes é o 20º estado mais populoso, e o 23º maior por extensão territorial, abragendo cerca de 169.634,83 km².
Abaixo segue-se uma lista de cidades do Wisconsin.

## A
- Abbotsford
- Adams
- Algoma
- Alma
- Altoona
- Amery
- Antigo
- Appleton
- Arcadia
- Arlington
- Ashland
- Atkinson
- Augusta

## B
- Babcock
- Baraboo
- Barron
- Bayfield
- Beaver Dam
- Belgium
- Beloit
- Berlin
- Black Creek
- Black River Falls
- Blaine
- Blair
- Bloomer
- Bonduel
- Boscobel
- Boyceville
- Brillion
- Bristol
- Broadhead
- Brookfield
- Brown Deer
- Buffalo City
- Burlington
- Butler
- Butternut

## C
- Camp Douglas
- Cedar Grove
- Cedarburg
- Chetek
- Chilton
- Chippewa Falls
- Cleveland
- Clintonville
- Colby
- Columbus
- Combined Locks
- Cornell
- Crandon
- Cross Plains
- Cuba City
- Cudahy
- Cumberland

## D
- Darlington
- De Forest
- De Pere
- Deerfield
- Delafield
- Delavan
- Dodgeville
- Dorchester
- Dresser
- Durand

## E
- Eagle River
- East London
- Eau Claire
- Eden
- Edgar
- Edgerton
- Elkhorn
- Elroy
- Evansville
- Excel Corp

## F
- Fenimore
- Fitchburg
- Fond du Lac
- Fort Atkinson
- Fountain City
- Fox Lake
- Franklin
- Franksville
- Friendship

## G
- Galesville
- Genesee
- Germantown
- Gillett
- Glendale
- Glenwood City
- Goodman
- Grafton
- Grantsburg
- Green Bay
- Green Lake
- Greenfield
- Greenwood
- Gresham

## H
- Hager City
- Hales Corners
- Hartford
- Hawkins
- Hayward
- Hilbert
- Hillsboro
- Holmen
- Horicon
- Hudson
- Hurley

## I
- Indenpendece

## J
- Jackson
- Jamesville
- Janesville
- Jefferson
- Jefferson Junction
- Johnson Creek
- Jonesville
- Juneau

## K
- Kaukauna
- Kenosha
- Kewaskum
- Kewaunee
- Kiel
- Kimberly
- Kohler

### L
- La Crosse
- Ladysmith
- Lake Geneva
- Lake Mills
- Lancaster
- Land O' Lakes
- Laona
- Lena
- Little Chute
- Lodi
- Lomira
- Lone Rock
- Lowell
- Loyal
- Luck

## M
- Madison
- Manawa
- Manitowoc
- Marathon
- Marinette
- Marion
- Markesan
- Marshfield
- Mauston
- Mayville
- Medford
- Mellen
- Menasha
- Menomonee Falls
- Menomonie
- Menomonie Fall
- Menonmone
- Mequon
- Merrill
- Middleton
- Millville
- Milton
- Milwaukee
- Mineral Point
- Minocqua
- Mondovi
- Monona
- Monomnie
- Monroe
- Montello
- Montreal
- Mosinee
- Muscoda
- Muskego

## N
- Neenah
- Neillsville
- Nekoosa
- New Berlin
- New Holstein
- New Lisbon
- New London
- New Richmond
- Newald
- Niagara
- North Prairie

## O
- Oak Creek
- Oakfield
- Oconomowoc
- Oconto
- Oconto Falls
- Omro
- Onalaska
- Oneida
- Oregon
- Osceola
- Oshkosh
- Osseo
- Owen

## P
- Park Falls
- Paw Paw
- Peshtigo
- Pewaukee
- Phillips
- Pittsville
- Platteville
- Plover
- Plymouth
- Port Washington
- Portage
- Powers Lake
- Poynette
- Prairie du Chien
- Prentice
- Prescott
- Princeton
- Pt Edwards

## R
- Racine
- Randolph
- Reedsburg
- Rhinelander
- Rice Lake
- Richland Center
- Ridgeway
- Ripon
- River Falls
- Rosendale
- Rothschild

## S
- Salem
- Salem
- Schofield
- Seymour
- Shawano
- Sheboygan
- Sheboygan Falls
- Shell Lake
- Shullsburg
- South Milwaukee
- Sparta
- Spencer
- Spooner
- Stanley
- St Nazianz
- Stevens Point
- Stoughton
- Sturgeon Bay
- Sturtevant
- Sun Prairie
- Superior
- Suring
- Sussex

## T
- Taylor
- Thorp
- Tomah
- Tomahawk
- Trevor
- Two Rivers

## U
- Union Grove

## V
- Vesper
- Verona
- Viroqua

## W
- Walworth
- Washburn
- Waterloo
- Watertown
- Waukesha
- Waunakee
- Waupaca
- Waupun
- Wausau
- Wautoma
- Wauwatosa
- Waxdale
- West Allis
- West Bend
- West Salem
- Westby
- Weyauwega
- Wheatland
- Whitehall
- Whitewater
- Whiting
- Windsor
- Wisconsin Dells
- Wisconsin Rapids
- Wyocena
- Wyoming